# ریکاردو اسکامارچو
ریکاردو اسکامارچو (ایتالیایی: Riccardo Scamarcio؛ زادهٔ ۱۳ نوامبر ۱۹۷۹) بازیگر اهل ایتالیا است.
از فیلم‌ها یا برنامه‌های تلویزیونی که وی در آن نقش داشته‌است می‌توان به عسل، علی و نینو، تقدیم به رم با عشق، بهترین دوران جوانی، شخص سوم، پازولینی، راهنمای عشق ۳، با یک نگاه، جان ویک ۲، بوکاچیوی شگفت‌انگیز، نمی‌توانی به‌تنهایی خود را نجات دهی، دردسرسازان، مترجمان،  برو برو قصه‌ها، پسر طلایی و راهنمای عشق ۲ اشاره کرد.